# François-Marie-Anatole de Rovérié de Cabrières
François-Marie-Anatole de Rovérié de Cabrières (Beaucaire, 30 agosto 1830 – Montpellier, 21 dicembre 1921) è stato un cardinale e vescovo cattolico francese.

## Biografia
Nacque a Beaucaire il 30 agosto 1830.
Papa Pio X lo elevò al rango di cardinale nel concistoro del 27 novembre 1911.
Morì il 21 dicembre 1921 all'età di 91 anni.

## Genealogia episcopale e successione apostolica
La genealogia episcopale è:
- Cardinale Scipione Rebiba
- Cardinale Giulio Antonio Santori
- Cardinale Girolamo Bernerio, O.P.
- Arcivescovo Galeazzo Sanvitale
- Cardinale Ludovico Ludovisi
- Cardinale Luigi Caetani
- Cardinale Ulderico Carpegna
- Cardinale Paluzzo Paluzzi Altieri degli Albertoni
- Papa Benedetto XIII
- Papa Benedetto XIV
- Papa Clemente XIII
- Cardinale Giovanni Francesco Albani
- Papa Pio VI
- Arcivescovo François de Pierre de Bernis
- Cardinale Jean-Baptist-Marie-Anne-Antoine de Latil
- Cardinale Louis-Jacques-Maurice de Bonald
- Vescovo Claude-Henri-Augustin Plantier
- Cardinale François-Marie-Anatole de Rovérié de Cabrières

La successione apostolica è:
- Vescovo Marie-Jean-Célestin Douais (1900)
- Vescovo Paul-Emile-Marie-Joseph Henry (1900)
- Vescovo Adolphe-Casimir David (1912)
- Arcivescovo Louis Petit, A.A. (1912)
- Arcivescovo Gabriel-Roch de Llobet (1915)
- Arcivescovo Honoré-Paul-Émile Halle (1916)